# Fluoreto de tecnécio(VI)
Hexafluoreto de tecnécio ou Fluoreto de tecnécio(VI) (TcF6)é um composto inorgânico amarelo com um ponto de fusão baixo. Ele foi identificado pela primeira vez em 1961. Neste composto, tecnécio tem um estado de oxidação de +6, o estado de oxidação mais alto encontrado nos halogenetos de tecnécio. O outro destes compostos é o tecnécio (VI), cloreto de TcCl6. A este respeito, tecnécio difere de rênio, que forma o heptafluoreto, Ref7. O hexafluoreto de tecnécio ocorre como uma impureza no hexafluoreto de urânio.

## Preparação
O hexafluoreto de Tecnécio é preparado pelo aquecimento do tecnécio metálico com um excesso de F2 em 400 °C.
Tc + 3
F2 → 
TcF6

## References
1. ↑  Drews, T.; Supeł, J.; Hagenbach, A.; Seppelt, K. (2006). «Solid State Molecular Structures of Transition Metal Hexafluorides». Inorganic Chemistry. 45 (9): 3782–3788. PMID 16634614. doi:10.1021/ic052029f
2. ↑  Verevkin, A.; Pearlman, A.; Slstrokysz, W.; Zhang, J.; Currie, M.; Korneev, A.; Chulkova, G.; Okunev, O.; Kouminov, P.; Smirnov, K.; Voronov, B.; N. Gol'tsman, G.; Sobolewski, Roman (2004). "Ultrafast superconducting single-photon detectors for near-infrared-wavelength quantum communications". Journal of Modern Optics 51 (12): 1447–1458. doi:10.1080/09500340410001670866.